# Boucle de l'Artois
A Boucle de l'Artois é uma competição de ciclismo por etapas francesa disputada no Pas-de-Calais.
Criou-se em 1990 e foi uma prova amador até 2004, com a excepção de 1997 que figurou no calendário profissional da União Ciclista Internacional em categoria 1.5 (última categoria do profissionalismo). Por isso a maioria dos seus ganhadores têm sido franceses. Fez parte do UCI Europe Tour a partir de 2005, em categoria 1.2. (última categoria do profissionalismo). Em 2008, a Boucle de l'Artois foi convertida em corrida por etapas, dentro da categoria 2.2. (igualmente última categoria do profissionalismo). Em 2010, reintegrou-se ao calendário nacional (corrida amador) fazendo parte da Copa da Françae de clubes até que de neuvo em 2013 voltou a ser profissional fazendo parte do UCI Europe Tour, dentro da categoria 2.2 (última categoria do profissionalismo).

## Palmarés
Em amarelo: edição amador.
| Ano  | Ganhador                | Segundo                 | Terceiro               |
| ---- | ----------------------- | ----------------------- | ---------------------- |
| 1990 | William Perard          |                         |                        |
| 1991 | Jean-François Laffillée |                         |                        |
| 1992 | Laurent Davion          | Jean-François Laffillée | Claude Lamour          |
| 1993 | Didier Faivre Pierret   | Michel Lallouet         | Hervé Boussard         |
| 1994 | Danny In 't Ven         | Franck Morelle          | Fabrice Naessens       |
| 1995 | Jean-François Laffillée | Laurent Lefèvre         | Jean-Michel Thilloy    |
| 1996 | Jean-Michel Thilloy     | Marc Streel             | Alexei Nakazny         |
| 1997 | Christophe Detilloux    | Carlo Meneghetti        | Franck Morelle         |
| 1998 | Jean-Michel Thilloy     | Ludovic Vanhee          | Jean-Claude Thilloy    |
| 1999 | Jean-Michel Thilloy     |                         |                        |
| 2000 | Lénaïc Olivier          | Renaud Dion             | Stéphane Auroux        |
| 2001 | Christophe Laurent      | Guillaume Laloux        | Carlo Meneghetti       |
| 2002 | Noan Lelarge            | Mattias Carlsson        | Takehiro Mizutani      |
| 2003 | Koen Das                | Renzo Mazzoleni         | Frédéric Mille         |
| 2004 | Jussi Veikkanen         | Kenny de Block          | Yann Pivois            |
| 2005 | Jérôme Bouchet          | David Tanner            | Alexandre Sabalin      |
| 2006 | Alexander Khatuntsev    | Sergey Kolesnikov       | Médéric Clain          |
| 2007 | Andrey Klyuev           | René Jorgensen          | Michael Reihs          |
| 2008 | Timofey Kritskiy        | Thomas Bodo             | Martin Mortensen       |
| 2009 | Sergey Firsanov         | Dimitri Champion        | Frank Vandenbroucke    |
| 2010 | Evaldas Šiškevicius     | Julien Belgy            | Kévin Lalouette        |
| 2011 | Pierre-Luc Périchon     | Samuel Plouhinec        | Romain Guillemois      |
| 2012 | Sylvain Blanquefort     | Maxime Daniel           | Benoît Sinner          |
| 2013 | Fredrik Ludvigsson      | Berden de Vries         | André Steensen         |
| 2014 | Thibault Nuns           | Nico Denz               | Bruno Armirail         |
| 2015 | Håvard Blikra           | Andris Smirnovs         | Charálampos Kastrantás |
| 2016 | Yoann Paillot           | Nans Peters             | Dylan Kowalski         |
| 2017 | Benjamin Dyball         | Samuel Plouhinec        | Piotr Havik            |
| 2018 | Romain Bacon            | Fabien Schmidt          | Adrià Moreno           |
| 2019 | Louis Louvet            | Sten Van Gucht          | Maxime Chevalier       |

## Palmarés por países
| País      | Vitórias |
| --------- | -------- |
| França    | 17       |
| Rússia    | 4        |
| Bélgica   | 3        |
| Finlândia | 1        |
| Lituânia  | 1        |
| Suécia    | 1        |
| Noruega   | 1        |
| Austrália | 1        |